# Lavínia (kommun)
Lavínia är en kommun i Brasilien.   Den ligger i delstaten São Paulo, i den södra delen av landet, 700 km sydväst om huvudstaden Brasília. Antalet invånare är 8 782.
Följande samhällen finns i Lavínia:
- Lavínia

Omgivningarna runt Lavínia är huvudsakligen savann. Runt Lavínia är det ganska glesbefolkat, med 21 invånare per kvadratkilometer.